# Otto Laporte Award
Otto Laporte Award (1972–2003) – tj. Ocenění Otto Laporte – udělovala společnost American Physical Society (APS) každoročně osobnostem, které významně přispěli k teorii proudění kapalin. Ocenění bylo založeno pod názvem Otto Laporte Memorial Lectureship oddělením Proudění kapalin American Physical Society roku 1972. V roce 1985 byla přejmenována na APS award. 
V roce 2004 bylo ocenění přidruženo k Fluid Dynamics Prize (tj. Cena dynamiky kapalin), aby byla udělována jedna významnější cena v oboru dynamiky kapalin společnosti American Physical Society.

## Oceněné osobnosti
| rok  | osobnost                 |
| ---- | ------------------------ |
| 1972 | Richard G. Fowler        |
| 1973 | Chia C. Lin              |
| 1974 | J. M. Burgers            |
| 1975 | Russell J. Donnelly      |
| 1976 | George F. Carrier        |
| 1977 | Y. C. Fung               |
| 1978 | Cecil E. Leith, Jr.      |
| 1979 | Stanley Corrsin          |
| 1980 | R. Byron Bird            |
| 1981 | H. W. Emmons             |
| 1982 | Peter Wegener            |
| 1983 | John W. Miles            |
| 1984 | Sir James Lighthill      |
| 1985 | Hans W. Liepmann         |
| 1986 | Milton Van Dyke          |
| 1987 | J. Trevor Stuart         |
| 1988 | Akiva M. Yaglom          |
| 1989 | Chia-Shun Yih            |
| 1990 | Tony Maxworthy           |
| 1990 | Tony Maxworthy           |
| 1991 | Steven A. Orszag         |
| 1992 | William C. Reynolds      |
| 1993 | Robert Kraichnan         |
| 1994 | Philip G. Saffman        |
| 1995 | Katepalli R. Sreenivasan |
| 1996 | Donald Coles             |
| 1997 | Marvin Emanuel Goldstein |
| 1998 | David G. Crighton        |
| 1999 | Eli Reshotko             |
| 2000 | Hassan Aref              |
| 2001 | John Kim                 |
| 2002 | Andrea Prosperetti       |
| 2003 | Norman J. Zabusky        |